# Bellezze circasse

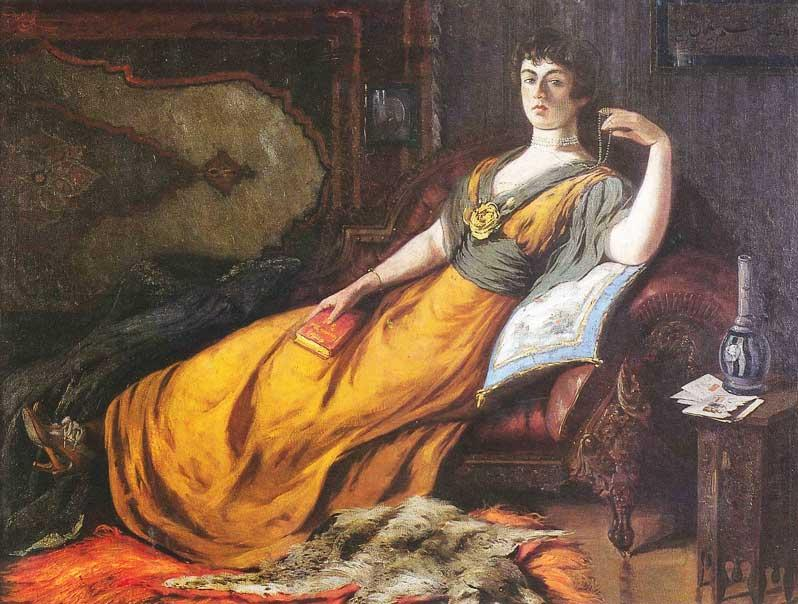
Ritratto della moglie circassa di Abdülmecid II dell'Impero ottomano

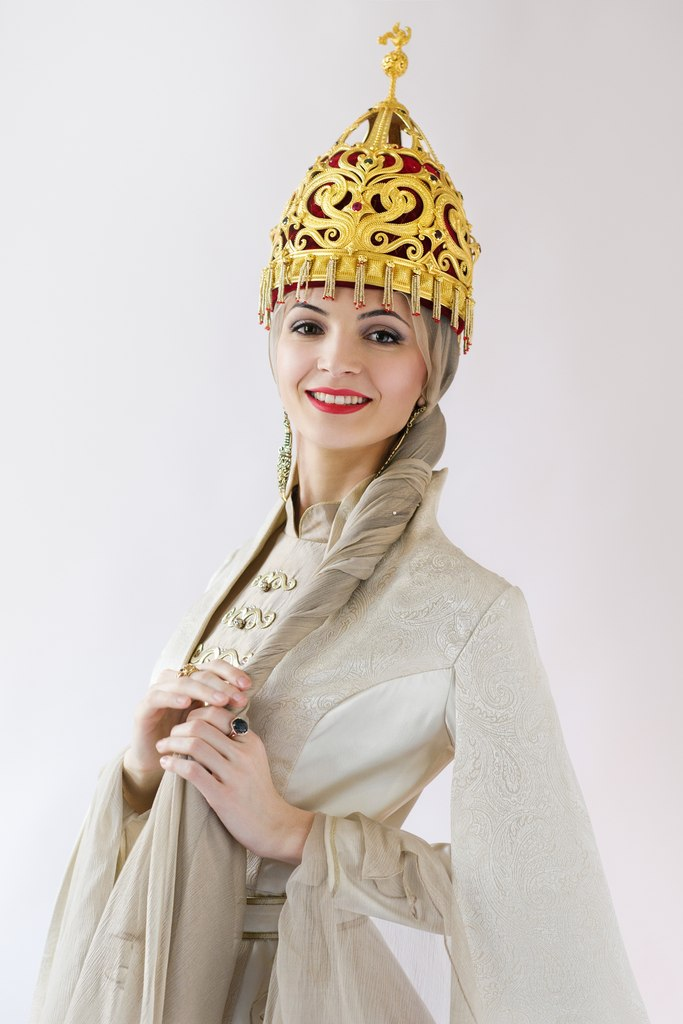
Bella Kukan, "Miss Circassia" 2013

Con Bellezze circasse si identificano le donne provenienti dalla Circassia, regione del Caucaso nord-occidentale per riferirsi ad una immagine idealizzata di bellezza.
La loro reputazione risale al Tardo Medioevo quando la costa circassa era frequentata da commercianti genovesi; il fondatore della dinastia dei Medici, Cosimo il Vecchio, ebbe un figlio illegittimo (Carlo di Cosimo de' Medici) da una schiava circassa di nome Maddalena.
Durante l'Impero ottomano e l'impero persiano dei Safavidi e, più tardi, dei Qajar, le donne circasse vivevano come schiave nell'harem del sultano e dello Shah, acquisendo la loro reputazione di donne estremamente belle, una fama che divenne un tropo nell'orientalismo occidentale.
Da ciò, sia in Europa che in America, le circasse furono spesso identificate come ideale di bellezza femminile nella poesia e nell'arte. I prodotti cosmetici venivano pubblicizzati dal XVIII secolo associandovi la parola "circasso" o definendoli come "usati dalle donne circasse".
Si narra che a Grosio (provincia di Sondrio) in Lombardia, durante il Seicento, molti abitanti si trasferivano a Venezia per lavoro o come soldati; qui compravano e sposavano schiave circasse (ma anche balcaniche e ottomane). Da questo deriverebbe il costume tipico – diverso dagli altri della zona – ancora oggi esibito delle donne del paese, con colori vivaci, scollature profonde e particolari orecchini.